# Poemenesperus thomsoni
Poemenesperus thomsoni es una especie de escarabajo longicornio del género Poemenesperus, tribu Tragocephalini, subfamilia Lamiinae. Fue descrita científicamente por Pascoe en 1869.
Se distribuye por República Democrática del Congo, el Congo, Camerún, Gabón y Guinea Ecuatorial. Mide aproximadamente 12-15 milímetros de longitud. El período de vuelo ocurre en el mes de septiembre.